# Sous-assiette
Une assiette de présentation, appelée aussi sous-assiette, est une grande assiette qui est utilisée pour préserver la nappe de taches et pour décorer la table. Cette pièce de vaisselle fait son apparition à la fin des années 1880[réf. nécessaire], disparaît au début du XXe siècle[réf. nécessaire] et connaît un regain de popularité dans les années 1990 pour les repas de fêtes, de mariage ou dans les restaurants.

## Caractéristiques

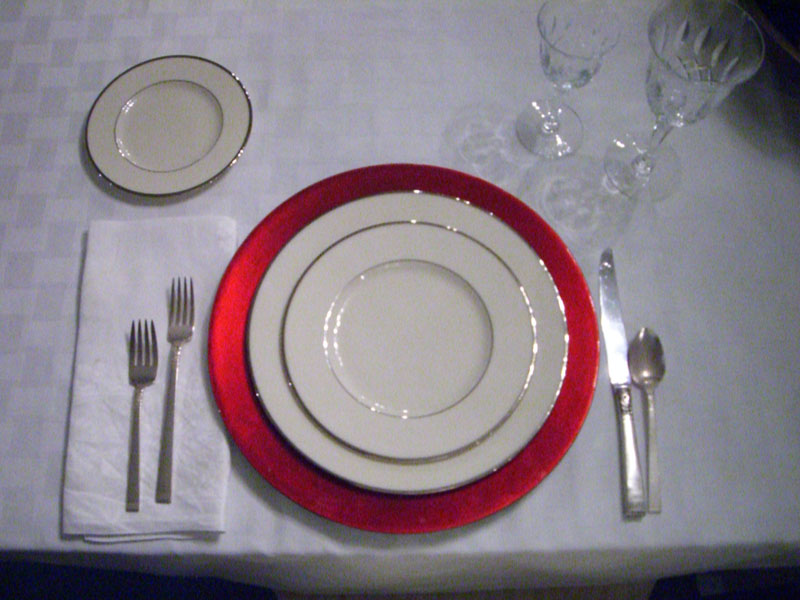
Sous-assiette rouge.

Réalisée en différents matériaux (porcelaine de Chine, métal, bois, verre, feuille, papier), elle peut être décorée avec des éléments végétaux ou des substances toxiques puisqu'elle n'est jamais en contact avec les aliments.
Le service de cette assiette dans un restaurant ou par un traiteur répond à une certaine étiquette. Certains serveurs la retirent dès que les invités sont assis. Plus couramment, elle reste pendant tout le repas au cours duquel les assiettes sont placées dessus et est seulement enlevée avant de servir les desserts.

## Culture

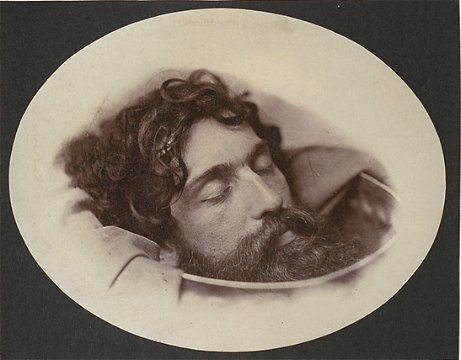
Tête de Jean-Baptiste.

Dans le Nouveau Testament, un épisode des évangiles selon Matthieu et selon Marc, qui est la reproduction d'un récit populaire profane dont l'aspect scandaleux le rend historiquement peu vraisemblable, met en scène la fille d'Hérodiade qui danse devant Hérode Antipas pour son anniversaire. Charmé, celui-ci lui accorde ce qu'elle veut. Sur le conseil de sa mère, elle réclame alors la tête de Jean-Baptiste, qu'Hérode Antipas apporte sur un plateau. Cet épisode est parfois reproduit sur des assiettes de présentation.

## Sources
- Michèle Barrière, « L'assiette », Historia,‎ novembre 2011, p. 8 (ISSN 0750-0475)